# هال هيو
هال هيو (بالإنجليزية: Hal W. Vaughan)‏ هو كاتب سير أمريكي، ولد في 1928، وتوفي في 2013.